# Siende härad

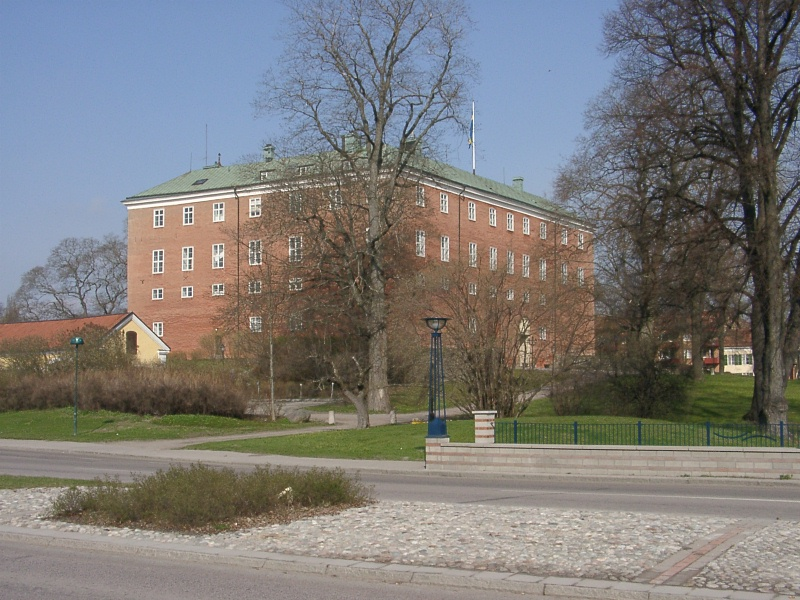
Västerås slott

Siende härad var ett härad i den sydöstra delen av landskapet Västmanland. Häradet omfattade ett område av nuvarande Västerås kommun beläget sydost om Västerås i Västmanlands län. Den totala arealen mätte drygt 216 km² och befolkningen uppgick år 1915 till 4 951 invånare. Tingsställen var tidigt Anundshög för att 1867 till Furby och sedan Irsta för att 1894 flytta till Västerås.

## Geografi
Siende härad var beläget i området närmast öster om Västerås stad. Området kantas i söder av Granfjärden samt Västeråsfjärden som är delar av Mälaren. Här ligger öarna Björnön och Aggarön. I övrigt har härdet växlande slätt- och skogskaraktär med karaktäristiska lövskogskädda backar och åkerholmar. I väster ligger Badelundaåsen och i norr återfinns Lillån som är ett biflöde till Sagån. Ett antal mindre vattendrag mynnar i Västeråsfjärden. Siende härad gränsade till Yttertjurbo härad i öster, Övertjurbo härad i norr, Norrbo härad i nordväst och Västerås stad med Tuhundra härad i sydväst. På andra sidan Mälaren ligger Fogdön som var en del av Åkers härad i Södermanlands län.
Häradet saknade köpingar och municipalsamhällen, men delar av häradet är numera en del av tätorten Västerås. De största tätorterna i övrigt är numera Irsta c:a 8 km öster om staden samt Hökåsen och Tillberga norr om densamma.

### Socknar
Siende härad omfattade sex socknar.
- Tillberga
- Hubbo
- Badelunda uppgick 1946 i Västerås stad
- Irsta
- Kärrbo
- Kungsåra

## Historia
Under förkristen tid utgjorde landskapet Västmanland ett eget folkland i Sveariket och i likhet med de övriga Mälarlandskapen delades det tidigt in i s.k. hundare, vilka under 1300-talet kom att betecknas som härader. Området befolkades under utflyttning från det uppländska folklandet Fjädrundaland och fordom torde åtminstone östra Västmanland också ha räknats till detta. Namnet Siende kommer från en fornsvensk böjning av ordet sjö och skrevs tidigt Seunda eller Seanda vilket alltså kan tolkas som Hundaret vid sjön. Häradet bildades genom en sammanslagning av två mindre hundare - Seunda närmast Mälaren i söder och Gorunda norr om Västerås. Siende härads urgamla tingsplats var belägen vid den s.k. Anundshögen i Badelunda socken. Högen utgör Sveriges största gravhög med anor från yngre järnåldern och innehåller enligt myten graven efter sagokungen Bröt-Anund. Runt högen finns en rad fornlämningar i form av skeppssättningar, gravfält och runstenar och platsen kan under denna tid ha utgjort något av ett maktcentrum för hela denna del av Mälardalen. En arkeologisk undersökning av platsen har funnit spår av stenformationer som saknar motstycke i Sverige. Förbi platsen passerade även den medeltida Eriksgatan, vars sträckning längs Badelundaåsen har sin motsvarighet i nuvarande E18 mellan Västerås och Enköping. Sedan högen slutat användas som tingsplats hölls detta en tid vid Tibble och Långby likaledes i Badelunda socken. Åtminstone under 1800-talet förefaller ting ha hållits vid Irsta kyrka.
Strax väster om Anundshögen vid Svartåns utlopp i Mälaren uppstod tidigt en handelsplats i gränslandet mellan Siende, Norrbo och Tuhundra härader. Västra Aros, d.v.s. Västerås är en av Sveriges absolut äldsta städer och räknades som stad redan år 990. Staden var under 1000-talet Sveriges näst största och blev under 1100-talet säte för ett biskopsstift. Som skydd för staden uppfördes under 1200-talet borgen Västerås slott, och på slottet hölls bl.a. riksdagen år 1527 också kallad Västerås recess där Sverige i slutändan kom att förkasta katolicismen till förmån för protestantismen. Som industristad kom utvecklingen i staden att fullkomligt explodera under 1800-talet, och Västerås intar än idag ställningen som Sveriges femte största stad.
I Siende härad finns en rad fornborgar och bland de nuvarande godsen märks bl.a. Gäddeholms herrgård sydost om Västerås. Här liksom vid Lindö fanns från 1700-talet och framåt en blomstrande tegelindustri. Bland häradets tätorter har Irsta ursprungligen växt fram som ett sentida kommuncentrum kring den gamla kyrkbyn med en utveckling kopplat till företaget ABB, Tillberga som en vältrafikerad järnvägsknut med verkstäder knutna till denna, och Hökåsen som ett villasamhälle utanför Västerås.

## Län, fögderier, domsagor, tingslag och tingsrätter
Häradet hör sedan 1634 till Västmanlands län. Församlingarna i häradet tillhör(de) Västerås stift.
Häradets socknar hörde till följande fögderier:
- 1720-1835 Västerås norra fögderi
- 1836-1990 Västerås fögderi

Häradets socknar tillhörde följande domsagor, tingslag och tingsrätter:
- 1680-1893 Siende tingslag inom domsagorna:
  - 1680-1718  Siende, Tuhundra och Åkerbo domsaga
  - 1719-1795 Siende, Tuhundra, Åkerbo och Snevringe domsaga
  - 1796-1864 Siende, Tuhundra och Snevringe domsaga, från 1850-talet benämnd Västmanlands södra domsaga
  - 1865-1928 Västmanlands södra domsaga
- 1894-1928 Tuhundra, Siende och Yttertjurbo tingslag inom Västmanlands södra domsaga
- 1929-1947 Siende och Norrbo tingslag inom Västmanlands mellersta domsaga
- 1948-1970 Västmanlands mellersta domsagas tingslag inom Västmanlands mellersta domsaga

- 1971-2001 Västerås tingsrätt och dess domsaga
- 2001- Västmanlands tingsrätt och dess domsaga

## Häradshövdingar
| Ämbetstid | Namn                                       | Levnadstid |
| --------- | ------------------------------------------ | ---------- |
| 1382–1402 | Ragvald Filipsson (Lindöätten)             |            |
| 1403–1411 | Bengt Karlsson (Folkungaättens oäkta gren) |            |
| 1427–1437 | Olof Ragvaldsson (Lindöätten)              |            |
| 1438–1452 | Sten Pedersson (Stallare)                  |            |
| 1456–1467 | Nils Jönsson (tupp)                        |            |
| 1472      | Michel Rut                                 |            |
| 1477–1492 | Olof Ingesson                              |            |
| 1514      | Nils Vilkinsson                            |            |
| 1559      | Bo Olsson                                  |            |
| 1566–1568 | Nils Larsson (Cruus)                       |            |
| 1573–1593 | Olof Knutsson                              |            |
| 1593      | Mats Månsson                               |            |

### Webbkällor
- Nationella arkivdatabasen för uppgifter om fögderier, domsagor, tingslag och tingsrätter